# Hans Ernst zu Wied-Runkel
Hans Ernst zu Wied-Runkel (* 1. Mai 1623; † 7. Juli 1664 in Stettin) war ein deutscher Militär und Hofbeamter, sowie von 1653 bis 1664 regierender Graf der Oberen Grafschaft Wied (Wied-Runkel).

## Leben
Er ist der Sohn von Hermann II. zu Wied-Runkel und dessen Ehefrau Juliane Elisabeth von Solms-Lich zu Hohensolms. Graf Philipp Reinhard von Solms-Lich zu Hohensolms ist der Bruder seiner Mutter. Mit seinem Onkel zusammen wurde er später Mitglied der Fruchtbringenden Gesellschaft.
Außer seiner Erziehung im reformierten Glauben ist über seine Kindheit und Jugend recht wenig bekannt.
Er befand sich als Hofbeamter im Gefolge seines Dienstherrn, des Landgrafen Johannes von Hessen-Braubach, als er zusammen mit diesem in die Fruchtbringende Gesellschaft aufgenommen wurde. Den Aufnahmeritus vollzog Fürst Ludwig I. von Anhalt-Köthen, der ihm auch den Gesellschaftsnamen der Rauche und das Motto befördert den Schlaf verlieh. Als Emblem wurde ihm der Schlafkunze an einem wilden Rosenstock (Rosa canina L.) zugedacht. Im Köthener Gesellschaftsbuch findet sich der sein Eintrag unter der Nr. 330. Dort ist auch das Reimgesetz vermerkt, welches er anlässlich seiner Aufnahme verfasst hatte:
Schlaffkuntzen wachßen her auß wilden rosenstöcken,
Mann findet sie im feld' auch in der grünenhecken,
Den Schlaff befördern sie, den kropff, wie auch die ruhr
Sie heilen, Vnd mir ist geleget worden für
Der nahme darumb Rauch' weil sie so seind beschaffen:,
Mann übermeßig doch nie soll in faulheit schlaffen
Besondern wacker sein, Vnd ruhig im gemüt',
Erwartten alle frucht von Gottes gnad' vnd güt'.
Im Mai 1652 heiratete er Hedwig Eleonore Gräfin Eberstein-Naugard (1623–1679), Tochter des Grafen Ludwig Christoph (1593–1663) und der Magdalena, geb. von Fahrensbach († 1642).
Einige Zeit führte er ein Reiterregiment für Hessen-Kassel. Doch schon bald zog er sich aus finanziellen Gründen aus diesem Amt zurück.
Ab 1653 war er, als Erbe seines Bruders Moritz Christian zu Wied-Runkel, für kurze Zeit mit der Regierung der hochverschuldeten Grafschaft Wied-Runkel betraut. Doch den Großteil seines Lebens verbrachte er auf den ausgedehnten Besitzungen seiner Ehefrau in Pommern.
Im Alter von 41 Jahren starb er am 7. Juli 1664 in Stettin. Sein Sohn Ludwig Friedrich, erbte von ihm die Grafschaft Wied-Runkel, die dieser um 1691 an seinen Onkel väterlicherseits, Friedrich III. verkaufte. Seine Tochter Juliana Margareta war bereits im Jahr ihrer Geburt 1657 verstorben.
| Vorgänger        | Amt                           | Nachfolger       |
| ---------------- | ----------------------------- | ---------------- |
| Moritz Christian | Graf zu Wied-Runkel 1653–1664 | Ludwig Friedrich |

| Personendaten    | Personendaten                    |
| ---------------- | -------------------------------- |
| NAME             | Wied-Runkel, Hans Ernst zu       |
| ALTERNATIVNAMEN  | Wied-Runkel, Johann Ernst von    |
| KURZBESCHREIBUNG | deutscher Militär und Hofbeamter |
| GEBURTSDATUM     | 1. Mai 1623                      |
| STERBEDATUM      | 7. Juli 1664                     |
| STERBEORT        | Stettin                          |